# Ахеменидская Ассирия
Атура (др.-перс. 𐎠𐎰𐎢𐎼𐎠 Aθurā), также называемая Ассирией, была географической областью в составе Империи Ахеменидов в Верхней Месопотамии с 539 по 330 год до нашей эры в качестве военного государства-протектората. Хотя иногда область называют сатрапией, в царских надписях Ахеменидов она упоминается как "Дахью" (множественное число "Дахьява"), концепция, обычно интерпретируемая как означающая либо группу людей, либо область и ее народ, без какого-либо административного правительства.
Область включала в себя территории Новоассирийской империи, соответствующие нынешнему северному Ираку в верховьях Тигра, среднем и верхнем Евфрате, части современного северо-западного Ирана, современную северо-восточную Сирию (Эбер-Нари) и часть юго-востока Анатолии (ныне Турция). Однако Египет и Синайский полуостров были отдельными территориями Ахеменидов. Новоассирийская империя распалась после периода жестоких гражданских войн, за которым последовало вторжение коалиции некоторых из её бывших подчинённых народов, иранских народов (мидян, персов и скифов), вавилонян и киммерийцев в конце седьмого века до нашей эры. Кульминацией стала битва при Ниневии, и Ассирия полностью пала к 609 году до н. э..
Между 609 и 559 годами до нашей эры бывшие ассирийские территории были разделены между Мидийской империей на востоке и Нововавилонской империей на западе. Обе части были включены в состав Империи Ахеменидов в 539 году до н. э., и утверждалось, что они составляли сатрапии Мидии и Атуры, соответственно. По словам Геродота, Девятый округ-данник включал «Вавилонию и остальную часть Ассирии» и исключал Эбер-Нари.
Несмотря на несколько восстаний, Атура оставалась важной частью Ахеменидской Империи, и её жителям было предоставлено право управлять собой на протяжении всего правления Ахеменидов, а ассирийский-арамейский использовался Ахеменидами в дипломатических целях и как государственный язык.
Известные своим боевым мастерством, ассирийские воины (наряду с лидийцами) составляли основную тяжёлую пехоту Ахеменидской армии. Из-за крупных разрушений Ассирии, во время падения империи, некоторые ранние учёные описывали эту территорию как «необитаемую пустошь». Однако другие ассириологи, такие как Джон Кертис и Симо Парпола, решительно оспорили это утверждение, ссылаясь на то, что Ассирия в конечном итоге станет одним из самых богатых регионов империи Ахеменидов. Это процветание было непосредственно связано с значительным развитием сельского хозяйства на этой территории, которое Ахемениды использовали в течение почти двух столетий.
В отличие от политики Новоассирийской империи, персы-Ахемениды не вмешивались во внутренние дела своих правящих сатрапий до тех пор, пока продолжался приток дани и налогов в Персию.

## Падение Ассирийской империи

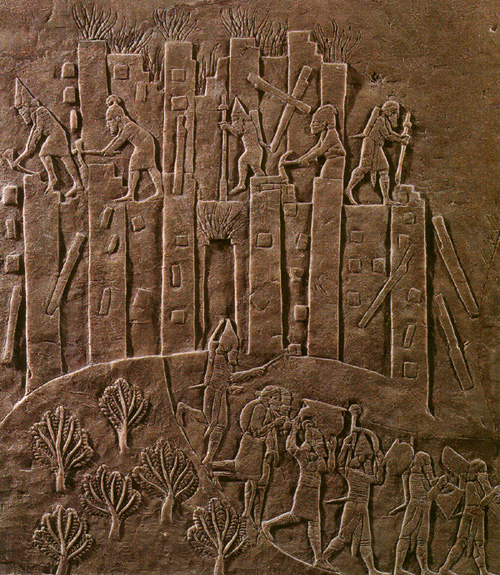
Ассирийцы опустошают Хаману, Элам, 647 год до н.э. Менее чем за 40 лет та же участь постигнет Ашшур, Ниневию и Харран

Между XIV и концом XI века до н.э., также между концом X и концом VII веков до н.э., Среднеассирийская империя и Новоассирийская империя доминировали на Ближнем Востоке в военном, культурном, экономическом и политическом отношении, и Персы и их соседи мидяне, парфяне, эламиты и маннеи были вассалами Ассирии и платили им дань.
Однако в 626 году до н.э. Ассирийская империя погрузилась в период гражданской войны, который резко ослабил её и в конечном итоге привела к тому, что ряд бывших подвластных ей народов, а именно вавилоняне, мидяне, персы, скифы и киммерийцы, заключили союз и напали на охваченных гражданской войной ассирийцев в 616 году до н.э. В результате Битва при Ниневии, состоявшаяся в 612 году до н.э. в конечном итоге оставила Ассирию разрушенной на долгие годы.
Ассирийцы продолжали сражаться с помощью другого из своих бывших вассалов, Двадцать шестой династии Египта, также известной как династия Саитов, которая опасалась возникновения этих новых держав. Кровопролитная, но победная битва при Мегиддо против сил Иудейского царства в 609 году позволила Саитскому Египту выступить на помощь ассирийцам, но в итоге потерпев поражение от вавилонско-мидийско-скифского союза. Харран, новая столица Ассирии, в конечном итоге был взят в том же году, что положило конец империи.
Несмотря на это, часть остатков бывшей ассирийской армии продолжала сражаться вместе с Египтом до окончательного поражения при Кархемише в 605 году до н.э.
Вавилонское правление длилось недолго. В 539 году Кир Великий победил вавилонского царя Набонида — по иронии судьбы он сам был ассирийцем из Харрана — взял Вавилон и превратил его вместе с Ассирией в провинции новой империи Ахеменидов.

## Атура как часть Империи Ахеменидов
Бывшие крупные ассирийские столицы Ниневия, Дур-Шаррукин и Кальху (ныне Нимруд) во время правления Ахеменидов были малонаселены. Большинство ассирийских поселений располагалось в небольших городах, поселках и деревнях на равнине, в горах или на курганах, таких как Телль-эд-Дарим. Однако, по мнению более поздних ассириологов, таких как Жорж Ру, такие города, как Аррапа, Гузана (ныне руины Телль-Халафа) и Арбела (ныне Эрбиль) остались нетронутыми, и Ашшур должен был возродиться. Несмотря на то, что многие ассирийские города остались в основном в руинах, в результате сражений, которые привели к падению империи в VII веке до н. э., сельская Ассирия, по мнению греческого ученого Ксенофонта, процветала. Пройдя Калху и Ниневию (которые он описал в руинах, среди которых проживала лишь горстка ассирийцев), Ксенофонт и греки повернули на северо-запад, следуя по восточному берегу Тигра. Он описал сельскую Ассирию:

В деревнях было изобилие зерна, и был обнаружен дворец, окруженный множеством поселений... В этих поселениях они пробыли три дня не только ради раненых, но и потому, что у них было изобилие продовольствия – мука, вино и большие запасы ячменя, собранные для лошадей, все эти запасы были собраны действующим сатрапом района.
Доказательство этому является пример богатых сельскохозяйственных ресурсов региона Ассирии и существования дворца сатрапа. Точно неизвестно, где находился этот дворец, но Остин Генри Лейард предположил, что он мог находиться недалеко от Захо.
Надпись, найденная в Египте и написанная Аршамом, описывает ассирийские города, получившие административные центры под властью Ахеменидов:
- Логово: Ассирийский Лахиру (Эски Кифри), в долине Дияла
- Арзухина: Телль Чемчемал, в 40 километрах к востоку от Киркука
- Арбела
- Халсу: Местонахождение неизвестно
- Маталубаш: Ассирийский Убаше (Телль Хувайш), в 20 километрах к северу от древнего города Ашшур

До персидского правления Ассирией, Ахемениды были сильно ассиризированны, и арамейский язык продолжал оставаться лингва-франка империи в регионе, а имперское письмо было повседневной системой письма. Традиционная месопотамская религия внутри империи практиковалась, а судебная система, ассирийский календарь и имперские стандарты, созданные ассирийцами, оставались в силе повсюду.
Ассирийцы, как и все другие народы-данники Ахеменидов, были обязаны платить императору налоги, а также, когда бы он ни вел кампанию, снабжать войска. Рельефы ассирийских носителей дани, вырезанные на восточной и северной сторонах Ападаны, состоят из семи бородатых мужчин: один несет шкуры животных, другой несет кусок ткани, двое несут чаши и остальные два несут муфлон.

### Возвышение арамейского языка
Ассирийская империя прибегла к политике депортации проблемных завоеванных народов (преимущественно арамейских племен, а также евреев, эламитов и других) в Месопотамию. Это привело к некоторому ассимилированию, но это также могло привести к различным восстаниям внутри империи в седьмом веке. К шестому веку коренные и изначально говорящие на аккадском языке народы Ассирии и Вавилонии говорили на аккадских вариантах восточно-арамейского языка, которые до сих пор сохранились среди ассирийцев. Следовательно, во время персидского правления Ассирии арамейский постепенно стал основным языком, на котором говорили ассирийцы.
Еще до падения Империи ассирийцы сделали арамейский язык лингва-франка своей империи; многие могли говорить на нем, а правящая элита Ассирии должна была быть двуязычной, способной говорить как на аккадском, так и на арамейском языках. Завоевание Ассирии и насильственное разрушение городов означало, что многие из этих двуязычных квалифицированных людей умерли вместе со своим языком, а арамейское письмо было включено в ассирийскую культуру примерно к концу VI века до нашей эры.

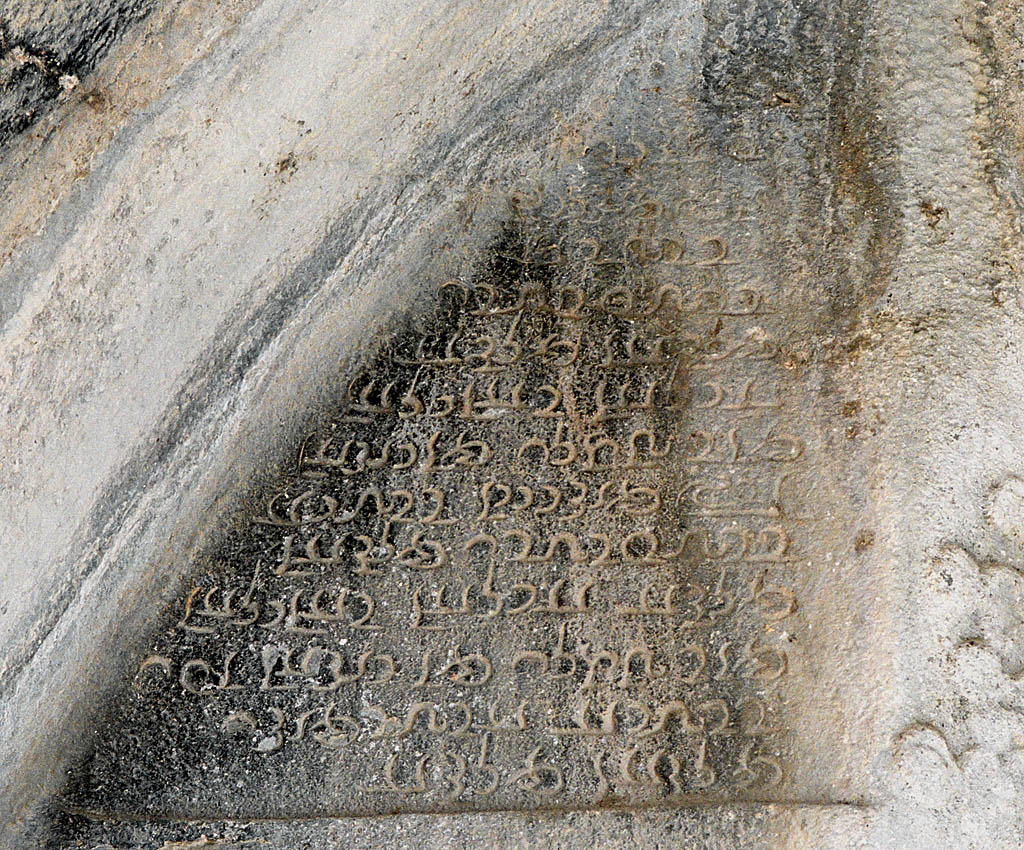
Надписной текст Пехлеви из Шапура III в Так-е Бостан, четвертый век. Сценарий Пехлеви произошел от арамейского алфавита, использовавшегося при правлении Ахеменидов

После завоевания Ассирии Ахеменидами при Дарии I императорский арамейский язык был принят в качестве «средства письменного общения между различными регионами огромной империи с ее разными народами и языками». Считается, что использование единого официального языка во многом способствовало успеху Ахеменидов в сохранении целостности своей обширной империи так долго, как они это делали.
Имперский арамейский язык был высоко стандартизирован; его орфография была основана больше на исторических корнях, чем на любом разговорном диалекте, а неизбежное влияние персидского языка придало языку новую ясность и значительную гибкость. В 1955 году Ричард Н. Фрай поставил под сомнение классификацию имперского арамейского языка как «официального языка», отметив, что ни один сохранившийся указ прямо и недвусмысленно не предоставил этот статус какому-либо конкретному языку.
Фрай реклассифицирует имперский арамейский язык как лингва-франка на территориях Ахеменидов, предполагая, что использование арамейского языка в эпоху Ахеменидов было более распространенным, чем обычно думают.
На протяжении столетий после падения Ахеменидов имперский арамейский язык – или достаточно близкий к нему, чтобы его можно было узнать – продолжал оказывать влияние на различные исконные иранские языки. Арамейское письмо и, как идеограммы, арамейская лексика сохранились как основные характеристики письменности Пехлеви.
Одной из крупнейших коллекций императорских арамейских текстов является коллекция крепостных табличек Персеполя, насчитывающая около пятисот.
Многие из дошедших до нас документов, свидетельствующих об этой форме арамейского языка, происходят из Египта и, в частности, из Элефантины. Из них наиболее известна «Мудрость Ахикара» — книга поучительных афоризмов, весьма схожая по стилю с библейской Книгой Притчей. Ахеменидский арамейский язык достаточно единообразен, поэтому часто трудно определить, где был написан тот или иной конкретный образец языка. Лишь внимательное изучение выявляет случайные заимствованные слова из местного языка.
Обнаруженая группа из тридцати императорских арамейских документов из Бактрии, анализ которых был опубликован в ноябре 2006 года, были написаны на коже и отражают использование арамейского языка в IV веке до нашей эры в Ахеменидских провинциях Бактрия и Согдия.
Арамейские диалекты и письменность сохранились и по сей день среди ассирийцев-христиан Ирака, юго-восточной Турции, северо-восточной Сирии и северо-западного Ирана и Ассирийской общины.

### Ассирийские восстания в 546 и 520 гг. до н. э.
В 546 и 520 годах до нашей эры две ассирийские провинции Мада и Атура восстали против Ахеменидов. Хотя восстания были подавлены, это показало, что два региона действовали в унисон, что, возможно, предполагает наличие этнической и культурной связи. При этом восстание могло произойти в нескольких разных частях Империи по географическим причинам, и, возможно, восстание охватило весь регион Месопотамии.

### Походы
Хотя было ясно, что эффективность некогда непобедимой ассирийской армии сильно снизилась к моменту её окончательного краха, солдаты Ассирии продолжали оставаться храбрыми и жестокими воинами. Большинство солдат в то время не носили тяжелые доспехи, а вместо того, чтобы действовать как отряды ближнего боя, служили стрелками. Ассирийские войска отличались друг от друга, поскольку они сражались лучниками, кавалерией и тяжёлой пехотой и были полезны в качестве войск на передовой. Ассирийская пехота была специально обучена ведению рукопашного боя. Ксеркс в начале V века до нашей эры собрал огромную армию. По современным оценкам, это число составляет от 100 000 до более миллиона. Каким бы ни было их число, оно было огромным, и персы созвали войска со всего своего государства. Геродот отмечает, что ассирийские солдаты участвовали в походе Ксеркса в Грецию.

Ассирийский отряд носил на головах либо бронзовые шлемы, либо плетеные шлемы особого иностранного дизайна, который трудно описать. Их щиты, копья и кинжалы напоминали египетские, а также они носили деревянные дубинки с железными шипами.— Геродот

### Влияние ассирийского искусства на скульптуры Ахеменидов

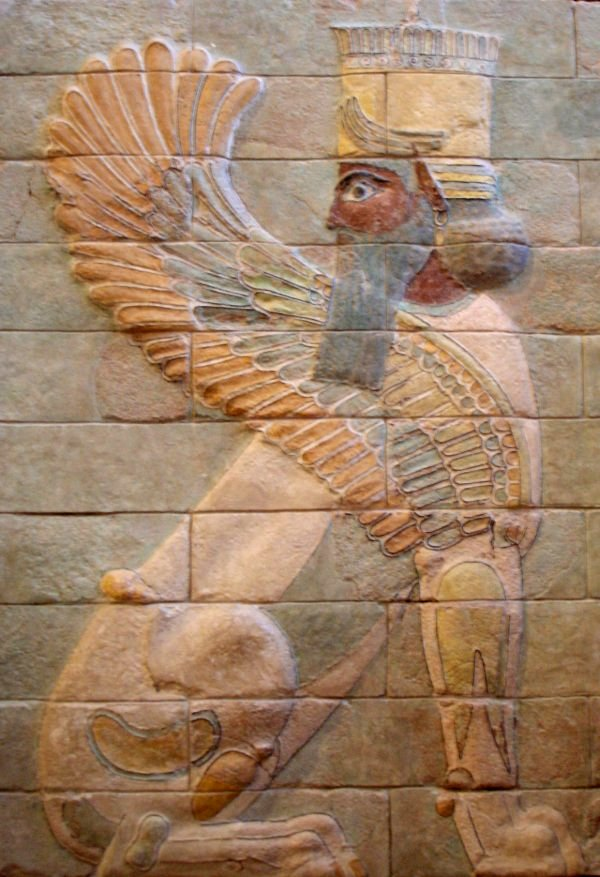
Ассирийцы Атуры отвечали за остекление дворца Дария в Сузах и в некоторой степени повлияли на персидское искусство Ахеменидов

Ассирийцы продолжали служить Ахеменидам при императоре Дарии Великом, который в свое время считался величайшим правителем и часто называл себя «царем царей». Он правил как царь над многими другими могущественными подчиненными, и поэтому было решено, что в Сузах в Парсе следует построить большой дворец. Ассирийцы были задействованы в строительстве этого здания, хотя и вместе со многими другими народами-данниками, а также самими персами. Западные ассирийцы Атуры находились ближе к горе Ливан, где можно было найти прекрасные деревья и обработать древесину для большого дворца Дария. Восточным ассирийцам Мады было поручено добывать золото.
Ассирийское влияние на искусство и скульптуру Ахеменидов можно увидеть в различных областях империи. Примеры включают рельеф дверных проемов дворцов в Пасаргадах и в районе Букана (недалеко от Урмии), где различные плитки украшены крылатыми фигурами с человеческими головами, львами и козерогами. Символ ассирийского бога Ашшура был выбран в качестве Фаравахара, символа Бога в зороастризме, во время правления Ахеменидов в Ассирии.
Лучший пример ассирийского влияния можно наблюдать у Ворот всех народов в Персеполе с двумя Ламассу (крылатыми быками с человеческими головами) у входа. Ассирийский ламассу использовался для защиты дворца от злых духов, а персепольский ламассу выражал медитативное спокойствие и человечность. Иранологи и ассириологи попытались ответить на вопрос, как передавалось влияние. Возможно, контакты между Атурой и Персией были частыми, а Ахеменидские архитекторы посещали ассирийские дворцы. Другие предполагают, что ассирийских подчиненых привезли обратно в Персию, чтобы они работали над новыми дворцами.

### Экономика
Как и во многих других странах, основным занятием в Атуре было сельское хозяйство. Изобилие месопотамских ферм привела к появлению густонаселенных государств. Главной культурой, которая питала постоянно растущую цивилизацию в регионе, был ячмень и пшеница, хотя семена кунжута также служили источником питания. Как и большая часть остального мира в то время, экономика Атуры в значительной степени зависела от продукции ферм и рек, включая рыбу, а также фрукты и мясо, которые можно было выращивать на плодородных почвах Евфрата. Сельскохозяйственный год начинался с посева после лета. Наводнение представляло серьезную угрозу для фермеров, а грызунов предположительно отгоняли молитвами богу грызунов. Чтобы гарантировать, что такие молитвы будут услышаны, были построены высокие силосы для хранения зерна и защиты от мышей.
Деревья выращивали ради плодов. Чтобы горячие ветры региона не уничтожали посевы, вокруг небольших деревьев были посажены высокие пальмы, таким образом защищая ветер и затеняя растения от солнечного тепла, интенсивность которого обеспечивала растениям изобилие, даже в тени. После персидского завоевания персики были добавлены к оригинальной ассирийской смеси яблок, вишен, инжира, груш, слив и гранатов. Выращивание деревьев было искусством, в котором применялись рубка деревьев и даже «искусственное спаривание», чтобы пальмы приносили плоды. На севере осадки-в Атуре дождевые осадки удовлетворяли потребности сельского хозяйства, но в более южных частях (охватывающих Маду) Шадуфы использовались для орошения.
Так же выращивали быков, ослов, крупный рогатый скот и овец: последних для получения молока (которое можно было превратить в масло), а первых в качестве тяглового скота. Свиней, уток, гусей и кур выращивали ради мяса. Охота дополняла кормовую базу птицами и рыбой.
В периоды затишья, вызванные сельским хозяйством и изменением времен года, как мужчины, так и женщины, развивались в различных сферах жизни, включая искусство, философию и досуг. Без плодородных почв долины реки Евфрат цивилизация бы не возникла.

### Археологические находки

#### Кальху

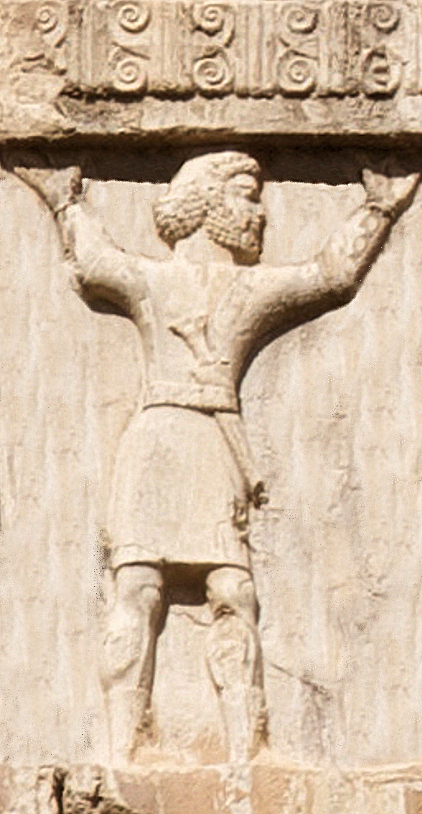
Ассирийский солдат в армии Ахеменидов около 470 года до н. э., гробница Ксеркса I в Накше-е Рустаме

Постройки Кальху (Нимруда) были сильно разрушены во время разграбления 614–612 гг. до н.э. Однако свидетельства повторного заселения в «постассирийский период» (612–539 гг. до н. э.) отмечены в различных областях, включая Дворец Адад-Нирари III, Северо-Западный дворец, сгоревший дворец и храмовый комплекс Набу, форт Салманасар. и дома у городской стены.
Ксенофонт прошел мимо Нимруда (который он назвал Ларисой) в 401 г. до н.э. вместе с 10 000 греческих солдат и описал город как

Большой пустынный город... Его стена имела ширину двадцать пять футов и высоту сто футов, а весь обход стены составлял две парасанги. Он был построен из глиняных кирпичей и стоял на каменном фундаменте высотой двадцать футов... Неподалеку от этого города находилась пирамида из камня, плетр в ширину и две плетри в высоту; и на этой пирамиде находилось множество варваров (ассирийцев), которые убежали из соседних деревень.
Несмотря на описание Ксенефоном города как заброшенного, археологические данные, похоже, показывают, что здесь существовала некоторое население периода Ахеменидов. Фаза 3 или H в храмовом комплексе Набу и сожженном дворце описывается как население Ахеменидов. Они включают следы печей на южной стороне комнаты 47 Сгоревшего дворца, а также слитки красного стекла и шлак, которые после радиоуглеродного анализа дали дату 425 +/- 50 год до н.э. В храме Набу трубочная лампа и семь керамических сосудов считаются «относимыми к периоду Ахеменидов». В Юго-Восточном дворце также присутствовали некоторые Ахеменидские следы: чаша с глубокими ножками, полусферическая чаша (которая сравнивается с керамикой из деревни Ахеменидов в Сузах) и три керамических сосуда. Также в Юго-Восточном дворце находились два амулета «Глаз Гора», которые часто считались отличительными чертами материальной культуры периода Ахеменидов. Еще один амулет «Глаз Гора» был найден в домах ратуши. Во дворце Адад-Нирари III три бронзовые палочки из коля с зубчатыми головками, относящиеся к периоду Ахеменидов.

#### Ашшур
Как и другие ассирийские столицы, Ашшур был сильно разрушен во время сражений века назад. Значение города после этого неясно, но многие свидетельства указывают на то, что во времена правления Ахеменидов это был процветающий город. После вавилонского завоевания Киром Великим в «Цилиндре Кира» Ашшур упоминается как один из городов, которому были возвращены культовые статуи. В 401 г. до н.э. Ксенефон описывает город как

Большой и процветающий город под названием "Кенея". (Ашшур) который был виден на противоположном (западном) берегу реки Тигр. Из этого города варвары (ассирийцы) доставляли хлеб, сыры и вино, переправляясь на плотах из шкур.
Было установлено, что в храме Ашшура две святыни были построены между пятым и третьим веками до нашей эры. Несколько могил на этом месте также могли принадлежать периоду Ахеменидов. На могиле пара круглых серег с шариками явно принадлежала Ахеменидам. Эти серьги похожи на серебряную серьгу, найденную в Дур-Шаррукине близ Ниневии. В другой могиле Халлер датирует могилу номер 811 периодом Ахеменидов. В могиле находились три тела, а также штамп-печать, изображающая богиню Иштар, стоящую на спине льва. Это может указывать на то, что древняя месопотамская религия все еще практиковалась среди ассирийского населения во время правления Ахеменидов. Другие предметы из могилы 811 включают бронзовую малоберцовую кость; еще одна серьга, но золотая, а не описанная ранее серебряная; различные виды бус из серебра, агата, фритты и стекла; алебастрон; чаша из меди; и две глиняные бутылки. Однако неясно, относятся ли все предметы к Ахеменидам.

#### Тель-эд-Дайм
К северо-востоку от Киркука на месте Тель-эд-Дайма можно увидеть важные свидетельства правления Ахеменидов. Небольшой укрепленный дворец (вероятнее всего, местного губернатора) включает в себя бронзовые настенные бляшки, бронзовый трензель того типа, который хорошо известен по Ахеменидским контекстам в Персеполе, трубки из коля с ребристым декором, сужающимся к концу, и керамику. Керамика во дворце имеет сходство с керамикой из Нимруда, которая была идентифицирована как Ахеменидская.

#### Проект спасения плотины Эски-Мосул
В рамках проекта по спасению плотины Эски-Мосул несколько предметов были идентифицированы как датируемые периодом Ахеменидов. Проект располагался к северо-западу от Мосула, в верхней долине Тигра и в центре Ассирии. На стоянке Харабе-Шаттани различные количества керамики датируются Ахеменидами. К ним относятся четыре чаши, имеющие сходство с чашами Ахеменидов в Сузах и Пасаргадах. В других случаях это глиняные веретена, два лезвия железного серпа и бронзовая пластина, оптимистично идентифицируемая как бляшка на лбу лошади. На этом месте также был найден бронзовый перстень с выгравированным на безеле изображением приседающего животного, который считается широко распространенным в империи Ахеменидов. Также в рамках проекта при раскопках могилы были обнаружены тела, включавшие конический горшок с цветком и бронзовую булавку с зубчатым верхом. Эти объекты считаются отличительными Ахеменидскими типами.

## Ассирия после периода Ахеменидов

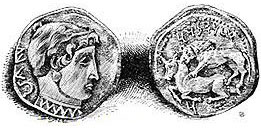
Монета Александра с арамейской надписью отражает продолжающееся влияние ассирийского языка после периода Ахеменидов

В конце четвертого века до нашей эры Александр Македонский возглавил греко-македонскую армию для завоевания империи Ахеменидов. Обширная территория империи и многочисленные народы-данники гарантировали, что восстание будет постоянной проблемой. Новая Греческая империя опиралась на административную систему, созданную персами для управления этими новыми землями; следовательно, ассирийские земли Атура и Мада управлялись как таковые их собственными сатрапами. Когда Александр Великий умер, греческое государство-преемник Империи Селевкидов, созданное в Вавилонской войне, сохранило контроль над большей частью Персидской империи. Вавилонские хроники теперь показывают жизнеспособность греческой культуры в древних городах, таких как Вавилон.
В то время как греческое правление за Евфратом подвергалось постоянным и в конечном итоге успешным иранским вторжениям, Ассирия была вынуждена взять на себя роль приграничной провинции, сначала защищая империю Селевкидов от парфян, а затем защищая парфянскую империю от римлян. Греческое правление на Востоке продлилось недолго, хотя культурное влияние все же произошло — к середине третьего века до нашей эры сатрапы начали восстание против империи Селевкидов в Иране и Бактрии, основав свои собственные владения. Временное возрождение власти Селевкидов восстановило имперскую власть в этих регионах в конце 3-го и начале 2-го века до нашей эры, но впоследствии к середине второго века до нашей эры парфяне снова присоединили к себе земли, известные как Ассирия.
Правление Парфянской империи было направлено на подражание правлению их персидских предшественников Ахеменидов с аналогичной системой управления с участием сатрапов и более мелких провинций. Не смотря на это, главным мятежником, стоявшим за возвышением Парфии из Селевкии, сам был сатрап. Вдобавок ко всему, Парфянская империя была более децентрализованной, и власть была разделена между лидерами кланов, намекая на возможность сохранения провинций. Месопотамия стала центром империи Селевкидов с основанием новой столицы Селевкии. В результате между греками и ассирийцами произошел обмен культурой и знаниями. В нашествиях Александра Македонского участвовали не только солдаты, но и ученые и историки.
Начиная с первого века до нашей эры, римляне начали расширять свою империю за счет парфян. Первоначально кочевая военная тактика кружения и стрельбы имела смертельный эффект против медленной, тяжело передвигающейся пехоты римлян. Однако со временем превосходные технологии и стратегия вытеснили парфян из Средиземноморья и большей части Анатолии. Парфяне продолжали сопротивляться римскому правлению, много раз вторгаясь и, в свою очередь, подвергаясь вторжениям римлян, а их столица Ктесифон была трижды разграблена. Последствия этих кровавых и безрезультатных войн привели к тому, что ассирийские провинции приняли на себя основную тяжесть боевых действий: ассирийские войска сражались на одной стороне, а затем, после смены управления землями Мада и Атура, сражались на другой стороне. Естественно, такие события подрывали позиции ассирийцев.
Ассирийцы начали принимать христианство с первого века, и арамейский язык оставался разговорным языком региона.
Ко второму веку нашей эры Римская империя под руководством Траяна начала одерживать верх над парфянами и основала провинцию Ассирия вдоль Евфрата и Тигра.
С 226 года нашей эры Ассирия стала провинцией Сасанидской империи и на среднеперсидском языке была известна как Асористан («Земля Ассура»).
В 650 году эта территория попала под первые мусульманские завоевания. Однако даже в средние века этот регион оставался арамейскоязычным и в основном христианским. Ассирийцы остаются в этом районе и по сей день, и в этом регионе есть ряд ассирийских городов и деревень. Кроме того, в таких городах, как Мосул, Дахук, Эрбиль и Киркук проживает ассирийское население. Большинство ассирийцев остаются христианами и сохраняют арамейский язык и письменность.